# زنده در گدانسک
| بررسی انتقادی | بررسی انتقادی |
| منبع          | رتبه‌بندی      |
| ------------- | ------------- |
| آل‌میوزیک      | [ ۱ ]         |
| بی‌بی‌سی        | (favourable)  |
| چارت اتک      | [ ۳ ]         |
| گاردین        | [ ۴ ]         |
| آی‌جی‌ان        | (۸٫۴/۱۰)      |
| کلاسیک راک    | [ ۶ ]         |

زنده در گدانسک (به انگلیسی: Live in Gdańsk) آلبوم زنده‌ای از دیوید گیلمور است. این آلبوم بخشی از پروژه در یک جزیره است که شامل یک آلبوم، تور، دی‌وی‌دی، و یک آلبوم زنده می‌شود. زنده در گدانسک در ۲۲ سپتامبر ۲۰۰۸ عرضه شد. همچنین یک سری شاخص فندراستراتوکاسترهای دیوید گیلمور هم همزمان با این آلبوم عرضه شد.

## ضبط
آلبوم در هنگام آخرین اجرای تور در یک جزیره در ۲۰۰۶ ضبط شد، زمانی که گیلمور در برابر ۵۰،۰۰۰ نفر در محل کشتی سازی شهر گدانسک لهستان به اجرا پرداخت. این اجرا شامل ترانهٔ «روزی بزرگ برای آزادی» نیز می‌شد که برای آخرین آلبوم پینک فلوید زنگ دسته بندی (۱۹۹۴) ضبط شده بود و به این ترتیب این اجرا تنها اجرای گیلمور در این تور بود که این ترانه را نیز در بر می‌گرفت. این نسخه از آهنگ در اجراهای نیمه-آکوستیک گیلمور در سال ۲۰۰۲ ساخته شده بود.
این آلبوم همچنین آخرین آلبوم مرتبط با پینک فلوید است که ریک رایت، که در ۱۵ سپتامبر ۲۰۰۸ و یک هفته قبل از عرضه آلبوم درگذشت، در آن حضور دارد. گیلمور و گروه او در هنگام اجراها از پشتیبانی ارکستر فیلارمونیک بالتیک نیز بهره‌مند بودند.

## جایگاه در نمودارهای فروش
آلبوم به رتبه ۱۰ در بریتانیا و ۲۶ در ایالات متحده دست یافت.

## عرضه
موعد عرضه آلبوم در کشورهای مختلف به شرح زیر است:
- اروپا، برزیل، اسرائیل، نیوزیلند - ۲۲ سپتامبر ۲۰۰۸[۸][۹]
- آمریکای شمالی، آرژانتین - ۲۳ سپتامبر ۲۰۰۸[۸]
- استرالیا - ۲۷ سپتامبر ۲۰۰۸[۱۰]
- ژاپن - ۸ اکتبر ۲۰۰۸[۱۰]

## لیست آهنگ‌ها
در زیر لیست آهنگ‌های آلبوم در نسخه رسمی و اصلی را مشاهده می‌کنید:
دیسک ۱
1. "با من صحبت کن" – ۱:۲۳
2. "نفس بکش" – ۲:۴۹
3. "زمان" – ۵:۳۸
4. "نفس بکش (بازسازی)" – ۱:۳۲
5. "کاستلوریزون" – ۳:۴۷
6. "در یک جزیره" – ۷:۲۶
7. "آبی" – ۶:۳۹
8. "آسمان سرخ در شب" – ۳:۰۳
9. "این بهشت" – ۴:۳۳
10. "پس من چشمانم را می‌بندم" – ۷:۴۲
11. "لبخند" – ۴:۲۶
12. "نفسی بخش" – ۶:۴۷
13. "جیبی پر از سنگ" – ۵:۴۱
14. "جایی که شروع کردیم" – ۸:۰۱

دیسک ۲
1. "بدرخش ای الماس مجنون" – ۱۲:۰۷
2. "خداوند اخترشناسی" – ۵:۰۲
3. "خورشید پیر چاق" – ۶:۴۰
4. "امیدهای والا" – ۹:۵۷
5. "پژواک‌ها" – ۲۵:۲۶
6. "کاش اینجا بودی" – ۵:۱۵
7. "روزی بزرگ برای آزادی" – ۵:۵۶
8. "خلسه دلپذیر" – ۹:۲۲

## دست‌اندرکاران
دست‌اندرکاران تور
موسیقیدانان
- دیوید گیلمور - گیتار، خواننده، جومبوش، ساکسوفون آلتو در "آسمان سرخ در شب"
- ریچارد رایت - پیانو، ارگ هموند، ارگ فارسیفا، سینث‌سایزر، خواننده
- جان کارین - کیبورد، خواننده، گیتار لپ استیل، برنامه نویسی
- گای پرت - گیتارهای باس، خواننده، دابل باس، گیتار در "پس من چشمانم را می‌بندم"، هارمونیکای شیشه‌ای در "بدرخش ای الماس مجنون"
- فیل مانزانرا - گیتار، خواننده، هارمونیکای شیشه‌ای در "بدرخش ای الماس مجنون"
- دیک پری - ساکسوفون، کیبورد هارمونیکای شیشه‌ای در "بدرخش ای الماس مجنون"
- استیو دی‌استانیسلاو - درامز، پرکاشنن، خواننده
- بیگنیف پرسینر - کنداکتور، ارکستریشن
- لشک موزدزر - پیانو
- لهستان ارکستر فیلارمونیک بالتیک
- ایگور اسکلیاروف - هارمونیکای شیشه‌ای در "بدرخش ای الماس مجنون" (فقط در اجرای ونیز)

سایر
- پالی سمسون - عکاس تور
- آنا ولوچ - عکاس تور
- استیو نی - طراحی پکیج و آرت ورک
- اندی جکسون، دوین وورکمن، دیمن ایدینز - میکس صدا
- پیتر رابسون "اف‌ای‌دی" - davidgilmour.com
- مارک بریکمن - طراحی بصری
- دیوید مک‌ایلوین - طراحی مجسمه مرد سیمی
- پیوتر اسکونیچزنی - باس پشت صحنه و و طراحی (در ورژن دلوکس)

دست‌اندرکاران بارن جم
- دیوید گیلمور - گیتار، گیتار لپ استیل، درامز
- ریچارد رایت - کیبورد
- گای پرت - باس، گیتار
- استیو دی‌استانیسلاو - درامز، دابل باس

## نمودار فروش
| سال  | جدول            | جایگاه |
| ---- | --------------- | ------ |
| ۲۰۰۸ | آرژانتین        | ۴      |
| ۲۰۰۸ | لهستان          | ۵      |
| ۲۰۰۸ | پرتغال          | ۵      |
| ۲۰۰۸ | بلژیک (والونیا) | ۵      |
| ۲۰۰۸ | ایتالیا         | ۷      |
| ۲۰۰۸ | بریتانیا        | ۱۰     |
| ۲۰۰۸ | آلمان           | ۱۲     |
| ۲۰۰۸ | هلند            | ۱۴     |
| ۲۰۰۸ | سوئیس           | ۱۴     |
| ۲۰۰۸ | فرانسه          | ۱۵     |
| ۲۰۰۸ | کاناادا         | ۱۹     |
| ۲۰۰۸ | نیویلند         | ۲۰     |
| ۲۰۰۸ | ایرلند          | ۲۲     |
| ۲۰۰۸ | بلژیک (فلاندرز) | ۲۲     |
| ۲۰۰۸ | سوئد            | ۲۴     |
| ۲۰۰۸ | ایالات متحده    | ۲۶     |
| ۲۰۰۸ | اتریش           | ۲۸     |
| ۲۰۰۸ | جمهوری چک       | ۲۹     |
| ۲۰۰۸ | مجارستان        | ۲۹     |
| ۲۰۰۸ | استرالیا        | ۳۰     |
| ۲۰۰۸ | نروژ            | ۳۴     |
| ۲۰۰۸ | دانمارک         | ۳۸     |